# كيدويك (نيو برونزويك)
كيدويك (بالإنجليزية: Kedgwick, New Brunswick)‏ هي rural community of New Brunswick تقع في كندا في Restigouche County. يقدر عدد سكانها بـ 993 نسمة ومساحتها 4.28 كم2 .

## المناخ
يظهر الجدول التالي التغييرات المناخية على مدار السنة لكيدويك:
| البيانات المناخية لـكيدويك         | البيانات المناخية لـكيدويك | البيانات المناخية لـكيدويك | البيانات المناخية لـكيدويك | البيانات المناخية لـكيدويك | البيانات المناخية لـكيدويك | البيانات المناخية لـكيدويك | البيانات المناخية لـكيدويك | البيانات المناخية لـكيدويك | البيانات المناخية لـكيدويك | البيانات المناخية لـكيدويك | البيانات المناخية لـكيدويك | البيانات المناخية لـكيدويك | البيانات المناخية لـكيدويك |
| الشهر                              | يناير                      | فبراير                     | مارس                       | أبريل                      | مايو                       | يونيو                      | يوليو                      | أغسطس                      | سبتمبر                     | أكتوبر                     | نوفمبر                     | ديسمبر                     | المعدل السنوي              |
| ---------------------------------- | -------------------------- | -------------------------- | -------------------------- | -------------------------- | -------------------------- | -------------------------- | -------------------------- | -------------------------- | -------------------------- | -------------------------- | -------------------------- | -------------------------- | -------------------------- |
| الدرجة القصوى °م (°ف)              | 12.5 (54.5)                | 13.5 (56.3)                | 16.5 (61.7)                | 24.0 (75.2)                | 33.0 (91.4)                | 33.9 (93.0)                | 33.3 (91.9)                | 36.7 (98.1)                | 31.1 (88.0)                | 25.6 (78.1)                | 18.3 (64.9)                | 12.8 (55.0)                | 36.7 (98.1)                |
| متوسط درجة الحرارة الكبرى °م (°ف)  | −9.5 (14.9)                | −6.5 (20.3)                | 0.3 (32.5)                 | 7.7 (45.9)                 | 15.8 (60.4)                | 20.7 (69.3)                | 23.4 (74.1)                | 22.5 (72.5)                | 17.1 (62.8)                | 9.8 (49.6)                 | 1.5 (34.7)                 | −5.9 (21.4)                | 8.1 (46.6)                 |
| المتوسط اليومي °م (°ف)             | −15 (5)                    | −12.5 (9.5)                | −5.9 (21.4)                | 2.1 (35.8)                 | 9.0 (48.2)                 | 14.0 (57.2)                | 16.9 (62.4)                | 15.8 (60.4)                | 10.5 (50.9)                | 4.5 (40.1)                 | −2.4 (27.7)                | −10.7 (12.7)               | 2.2 (36.0)                 |
| متوسط درجة الحرارة الصغرى °م (°ف)  | −20.4 (−4.7)               | −18.5 (−1.3)               | −12.0 (10.4)               | −3.5 (25.7)                | 2.2 (36.0)                 | 7.2 (45.0)                 | 10.3 (50.5)                | 9.1 (48.4)                 | 3.9 (39.0)                 | −0.7 (30.7)                | −6.4 (20.5)                | −15.4 (4.3)                | −3.7 (25.3)                |
| أدنى درجة حرارة °م (°ف)            | −41.7 (−43.1)              | −43.9 (−47.0)              | −38.3 (−36.9)              | −27.8 (−18.0)              | −15.0 (5.0)                | −6.7 (19.9)                | −2.2 (28.0)                | −3.9 (25.0)                | −10.0 (14.0)               | −14.4 (6.1)                | −32.2 (−26.0)              | −41.1 (−42.0)              | −43.9 (−47.0)              |
| الهطول مم (إنش)                    | 72.4 (2.85)                | 59.1 (2.33)                | 49.8 (1.96)                | 61.3 (2.41)                | 84.1 (3.31)                | 106.0 (4.17)               | 122.4 (4.82)               | 103.4 (4.07)               | 85.6 (3.37)                | 95.4 (3.76)                | 80.1 (3.15)                | 73.0 (2.87)                | 992.5 (39.07)              |
| معدل هطول الأمطار مم (إنش)         | 11.5 (0.45)                | 2.6 (0.10)                 | 9.4 (0.37)                 | 41.5 (1.63)                | 83.4 (3.28)                | 106.0 (4.17)               | 122.4 (4.82)               | 103.4 (4.07)               | 85.6 (3.37)                | 93.8 (3.69)                | 51.5 (2.03)                | 20.8 (0.82)                | 731.9 (28.81)              |
| متوسط تساقط الثلوج سم (إنش)        | 60.9 (24.0)                | 56.5 (22.2)                | 40.3 (15.9)                | 19.9 (7.8)                 | 0.7 (0.3)                  | 0.0 (0.0)                  | 0.0 (0.0)                  | 0.0 (0.0)                  | 0.0 (0.0)                  | 1.6 (0.6)                  | 28.6 (11.3)                | 52.2 (20.6)                | 260.7 (102.6)              |
| متوسط أيام هطول الأمطار (≥ 0.2 mm) | 10.6                       | 8.6                        | 7.7                        | 10.2                       | 14.6                       | 15.3                       | 15.6                       | 14.7                       | 13.2                       | 12.4                       | 11.5                       | 10.4                       | 144.7                      |
| متوسط الأيام الممطرة (≥ 0.2 mm)    | 1.8                        | 1.1                        | 2.2                        | 7.3                        | 14.5                       | 15.3                       | 15.6                       | 14.7                       | 13.2                       | 12.1                       | 6.9                        | 2.5                        | 107.1                      |
| متوسط الأيام المثلجة (≥ 0.2 cm)    | 9.3                        | 7.9                        | 6.3                        | 3.6                        | 0.5                        | 0.0                        | 0.0                        | 0.0                        | 0.0                        | 0.75                       | 5.4                        | 8.7                        | 42.5                       |
| المصدر: Environment Canada         |                            |                            |                            |                            |                            |                            |                            |                            |                            |                            |                            |                            |                            |